# WTA Tour 1988
Il WTA Tour 1988 è iniziato il 3 gennaio con il Queensland Open e si è concluso il 5 dicembre con la finale del Torneo di Adelaide.
Nel 1988 vennero per la prima volta introdotte le categorie: Tier I, Tier II, Tier III, Tier IV e Tier V.
Il WTA Tour è una serie di tornei femminili di tennis organizzati dalla WTA. Questa include i tornei del Grande Slam (organizzati in collaborazione con la International Tennis Federation (ITF)), il WTA Tour Championships e i tornei delle categorie Tier I, Tier II, Tier III, Tier IV e Tier V.

## Calendario

### Novembre 1987
| Settimana   | Torneo                                                                         | Vincitrici                              | Finaliste                               | Semifinaliste                | Eliminate ai quarti                                      |
| ----------- | ------------------------------------------------------------------------------ | --------------------------------------- | --------------------------------------- | ---------------------------- | -------------------------------------------------------- |
| 30 novembre | WTA Argentine Open 1987 Buenos Aires, Argentina Terra rossa Singolare - Doppio | Gabriela Sabatini 6-0, 6-2              | Isabel Cueto                            | Bettina Fulco Barbara Paulus | Mercedes Paz Gisele Miro Patricia Tarabini Laura Garrone |
| 30 novembre | WTA Argentine Open 1987 Buenos Aires, Argentina Terra rossa Singolare - Doppio | Mercedes Paz Gabriela Sabatini 6-2, 6-2 | Jill Hetherington Christiane Jolissaint | Bettina Fulco Barbara Paulus | Mercedes Paz Gisele Miro Patricia Tarabini Laura Garrone |

### Dicembre 1987
| Settimana  | Torneo                                                       | Vincitrici                               | Finaliste                      | Semifinaliste             | Eliminate ai quarti                                    |
| ---------- | ------------------------------------------------------------ | ---------------------------------------- | ------------------------------ | ------------------------- | ------------------------------------------------------ |
| 7 dicembre | Brasil Open 1987 Guarujá, Brasile Cemento Singolare - Doppio | Neige Dias 6-0, 6-7, 6-0                 | Pat Medrado                    | Amy Frazier Bettina Fulco | Barbara Paulus Laura Garrone Mercedes Paz Céline Cohen |
| 7 dicembre | Brasil Open 1987 Guarujá, Brasile Cemento Singolare - Doppio | Katrina Adams Cheryl Jones 6-4, 4-6, 6-4 | Jill Hetherington Mercedes Paz | Amy Frazier Bettina Fulco | Barbara Paulus Laura Garrone Mercedes Paz Céline Cohen |

### Gennaio
| Settimana              | Torneo                                                                              | Categoria   | Vincitrici                                          | Finaliste                          | Semifinaliste                            | Eliminate ai quarti                                           |
| ---------------------- | ----------------------------------------------------------------------------------- | ----------- | --------------------------------------------------- | ---------------------------------- | ---------------------------------------- | ------------------------------------------------------------- |
| 3 gennaio              | Queensland Open 1988 Brisbane, Australia Singolare - Doppio                         | Tier V      | Pam Shriver 7–6, 7–6                                | Jana Novotná                       | Claudia Kohde Kilsch Patty Fendick       | Claudia Porwik Manon Bollegraf Sylvia Hanika Pascale Paradis  |
| 3 gennaio              | Queensland Open 1988 Brisbane, Australia Singolare - Doppio                         | Tier V      | Betsy Nagelsen Pam Shriver 2-6, 7-5, 6-2            | Claudia Kohde Kilsch Helena Suková | Claudia Kohde Kilsch Patty Fendick       | Claudia Porwik Manon Bollegraf Sylvia Hanika Pascale Paradis  |
| 4 gennaio              | New South Wales Open 1988 Sydney, Australia Cemento Singolare - Doppio              | Tier IV     | Pam Shriver 6–2, 6–3                                | Helena Suková                      | Claudia Kohde Kilsch Patty Fendick       | Catarina Lindqvist Etsuko Inoue Brenda Schultz Hester Witvoet |
| 4 gennaio              | New South Wales Open 1988 Sydney, Australia Cemento Singolare - Doppio              | Tier IV     | Ann Henricksson Christiane Jolissaint 7-5, 4-6, 6-3 | Claudia Kohde Kilsch Helena Suková | Claudia Kohde Kilsch Patty Fendick       | Catarina Lindqvist Etsuko Inoue Brenda Schultz Hester Witvoet |
| 11 gennaio 2 settimane | Australian Open 1988 Melbourne, Australia Cemento Singolare - Doppio - Doppio misto | Grande Slam | Steffi Graf 6–1, 7-6 (7-3)                          | Chris Evert                        | Claudia Kohde Kilsch Martina Navrátilová | Hana Mandlíková Claudia Porwik Anne Minter Helena Suková      |
| 11 gennaio 2 settimane | Australian Open 1988 Melbourne, Australia Cemento Singolare - Doppio - Doppio misto | Grande Slam | Martina Navrátilová Pam Shriver 6-0, 7-5            | Chris Evert Wendy Turnbull         | Claudia Kohde Kilsch Martina Navrátilová | Hana Mandlíková Claudia Porwik Anne Minter Helena Suková      |
| 11 gennaio 2 settimane | Australian Open 1988 Melbourne, Australia Cemento Singolare - Doppio - Doppio misto | Grande Slam | Doppio misto: Helena Suková Jim Pugh 5-7, 6-2, 6-4  | Martina Navrátilová Tim Gullikson  | Claudia Kohde Kilsch Martina Navrátilová | Hana Mandlíková Claudia Porwik Anne Minter Helena Suková      |
| 25 gennaio             | ASB Classic 1988 Auckland, Nuova Zelanda Cemento Singolare - Doppio                 | Tier V      | Patty Fendick 6–3, 7–6                              | Sara Gomer                         | Beverly Bowes Emmanuelle Derly           | Sandra Wasserman Terry Phelps Gretchen Magers Clare Wood      |
| 25 gennaio             | ASB Classic 1988 Auckland, Nuova Zelanda Cemento Singolare - Doppio                 | Tier V      | Patty Fendick Jill Hetherington 6-2, 6-1            | Cammy MacGregor Cynthia MacGregor  | Beverly Bowes Emmanuelle Derly           | Sandra Wasserman Terry Phelps Gretchen Magers Clare Wood      |

### Febbraio
| Settimana   | Torneo                                                                                 | Categoria | Vincitrici                                | Finaliste                              | Semifinaliste                      | Eliminate ai quarti                                            |
| ----------- | -------------------------------------------------------------------------------------- | --------- | ----------------------------------------- | -------------------------------------- | ---------------------------------- | -------------------------------------------------------------- |
| 6 febbraio  | Wellington Classic WTA 1988 Wellington, Nuova Zelanda Singolare - Doppio               | Tier V    | Jill Hetherington 6–1, 6–1                | Katrina Adams                          | Patty Fendick Anne Minter          | Simone Schilder Terry Phelps Gretchen Magers Belinda Cordwell  |
| 6 febbraio  | Wellington Classic WTA 1988 Wellington, Nuova Zelanda Singolare - Doppio               | Tier V    | Patty Fendick Jill Hetherington 6-3, 6-3  | Belinda Cordwell Julie Richardson      | Patty Fendick Anne Minter          | Simone Schilder Terry Phelps Gretchen Magers Belinda Cordwell  |
| 8 febbraio  | Virginia Slims of Dallas 1988 Dallas, USA Cemento Singolare - Doppio                   | Tier III  | Martina Navrátilová 6-0, 6-3              | Pam Shriver                            | Zina Garrison Manuela Maleeva      | Zina Garrison Barbara Potter Mary Lou Daniels Nataša Zvereva   |
| 8 febbraio  | Virginia Slims of Dallas 1988 Dallas, USA Cemento Singolare - Doppio                   | Tier III  | Lori McNeil Eva Pfaff 2-6, 6-4, 7-5       | Gigi Fernández Zina Garrison           | Zina Garrison Manuela Maleeva      | Zina Garrison Barbara Potter Mary Lou Daniels Nataša Zvereva   |
| 15 febbraio | Virginia Slims of California 1988 Oakland, USA Cemento indoor Singolare - Doppio       | Tier III  | Martina Navrátilová 6-1, 6-2              | Larisa Neiland                         | Zina Garrison Gabriela Sabatini    | Nataša Zvereva Hu Na Hana Mandlíková Robin White               |
| 15 febbraio | Virginia Slims of California 1988 Oakland, USA Cemento indoor Singolare - Doppio       | Tier III  | Rosie Casals Martina Navrátilová 6-4, 6-4 | Hana Mandlíková Jana Novotná           | Zina Garrison Gabriela Sabatini    | Nataša Zvereva Hu Na Hana Mandlíková Robin White               |
| 22 febbraio | Virginia Slims of Oklahoma 1988 Oklahoma City, USA Cemento (indoor) Singolare - Doppio | Tier V    | Lori McNeil 6-3, 6-2                      | Brenda Schultz                         | Catarina Lindqvist Raffaella Reggi | Helen Kelesi Dinky Van Rensburg Elizabeth Reinach Jana Novotná |
| 22 febbraio | Virginia Slims of Oklahoma 1988 Oklahoma City, USA Cemento (indoor) Singolare - Doppio | Tier V    | Jana Novotná Catherine Suire 6-4, 6-4     | Catarina Lindqvist Tine Scheuer-Larsen | Catarina Lindqvist Raffaella Reggi | Helen Kelesi Dinky Van Rensburg Elizabeth Reinach Jana Novotná |
| 22 febbraio | Virginia Slims of Washington 1988 Fairfax, USA Cemento indoor Singolare - Doppio       | Tier II   | Martina Navrátilová 6–0, 6–2              | Pam Shriver                            | Hana Mandlíková Gabriela Sabatini  | Zina Garrison Nataša Zvereva Barbara Potter Helena Suková      |
| 22 febbraio | Virginia Slims of Washington 1988 Fairfax, USA Cemento indoor Singolare - Doppio       | Tier II   | Martina Navrátilová Pam Shriver 6-3, 6-4  | Gabriela Sabatini Helena Suková        | Hana Mandlíková Gabriela Sabatini  | Zina Garrison Nataša Zvereva Barbara Potter Helena Suková      |
| 29 febbraio | U.S. Women's Hard Court Championships 1988 San Antonio, USA Singolare - Doppio         | Tier IV   | Steffi Graf 6-4, 6-1                      | Katerina Maleeva                       | Lori McNeil Helena Suková          | Nathalie Tauziat Nataša Zvereva Etsuko Inoue Patty Fendick     |
| 29 febbraio | U.S. Women's Hard Court Championships 1988 San Antonio, USA Singolare - Doppio         | Tier IV   | Lori McNeil Helena Suková 6-3, 6-7, 6-2   | Rosalyn Fairbank Gretchen Magers       | Lori McNeil Helena Suková          | Nathalie Tauziat Nataša Zvereva Etsuko Inoue Patty Fendick     |
| 29 febbraio | Virginia Slims of Kansas 1988 Wichita, USA Sintetico (indoor) Singolare - Doppio       | Tier V    | Manuela Maleeva 7-6, 7-5                  | Sylvia Hanika                          | Svetlana Černeva Hester Witvoet    | Jana Novotná Natal'ja Bykova Mareen Harper Pascale Paradis     |
| 29 febbraio | Virginia Slims of Kansas 1988 Wichita, USA Sintetico (indoor) Singolare - Doppio       | Tier V    | Natal'ja Bykova Svetlana Černeva 6-3, 6-4 | Jana Novotná Catherine Suire           | Svetlana Černeva Hester Witvoet    | Jana Novotná Natal'ja Bykova Mareen Harper Pascale Paradis     |

### Marzo
| Settimana | Torneo                                                                             | Categoria | Vincitrici                                   | Finaliste                          | Semifinaliste                     | Eliminate ai quarti                                               |
| --------- | ---------------------------------------------------------------------------------- | --------- | -------------------------------------------- | ---------------------------------- | --------------------------------- | ----------------------------------------------------------------- |
| 7 marzo   | Virginia Slims of Florida 1988 Boca Raton, Florida, USA Cemento Singolare - Doppio | Tier II   | Gabriela Sabatini 2-6, 6-3, 6-1              | Steffi Graf                        | Pam Shriver Chris Evert           | Pascale Paradis Gigi Fernández Mary Joe Fernández Sandra Cecchini |
| 7 marzo   | Virginia Slims of Florida 1988 Boca Raton, Florida, USA Cemento Singolare - Doppio | Tier II   | Katrina Adams Zina Garrison 4-6, 7-5, 6-4    | Claudia Kohde Kilsch Helena Suková | Pam Shriver Chris Evert           | Pascale Paradis Gigi Fernández Mary Joe Fernández Sandra Cecchini |
| 14 marzo  | Miami Open 1988 Miami, USA Cemento Singolare - Doppio                              | Tier I    | Steffi Graf 6–4, 6–4                         | Chris Evert                        | Stephanie Rehe Mary Joe Fernández | Claudia Kohde Kilsch Barbara Potter Elna Reinach Helena Suková    |
| 14 marzo  | Miami Open 1988 Miami, USA Cemento Singolare - Doppio                              | Tier I    | Steffi Graf Gabriela Sabatini 7-6 (8-6), 6-3 | Gigi Fernández Zina Garrison       | Stephanie Rehe Mary Joe Fernández | Claudia Kohde Kilsch Barbara Potter Elna Reinach Helena Suková    |
| 28 marzo  | Eckerd Tennis Open 1988 Tampa, USA Terra rossa Singolare - Doppio                  | Tier IV   | Chris Evert 7-6, 6-4                         | Arantxa Sánchez Vicario            | Halle Cioffi Patricia Tarabini    | Sylvia Hanika Wiltrud Probst Katerina Maleeva Manuela Maleeva     |
| 28 marzo  | Eckerd Tennis Open 1988 Tampa, USA Terra rossa Singolare - Doppio                  | Tier IV   | Terry Phelps Raffaella Reggi 6-2, 6-4        | Cammy MacGregor Cynthia MacGregor  | Halle Cioffi Patricia Tarabini    | Sylvia Hanika Wiltrud Probst Katerina Maleeva Manuela Maleeva     |

### Aprile
| Settimana | Torneo                                                                             | Categoria | Vincitrici                                    | Finaliste                              | Semifinaliste                                | Eliminate ai quarti                                                    |
| --------- | ---------------------------------------------------------------------------------- | --------- | --------------------------------------------- | -------------------------------------- | -------------------------------------------- | ---------------------------------------------------------------------- |
| 4 aprile  | Family Circle Cup 1988 Hilton Head, USA Terra verde Singolare - Doppio             | Tier II   | Martina Navrátilová 6-1, 4-6, 6-4             | Gabriela Sabatini                      | Manuela Maleeva Zina Garrison                | Raffaella Reggi Lori McNeil Helen Kelesi Sylvia Hanika                 |
| 4 aprile  | Family Circle Cup 1988 Hilton Head, USA Terra verde Singolare - Doppio             | Tier II   | Lori McNeil Martina Navrátilová 6-2, 2-6, 6-3 | Claudia Kohde Kilsch Gabriela Sabatini | Manuela Maleeva Zina Garrison                | Raffaella Reggi Lori McNeil Helen Kelesi Sylvia Hanika                 |
| 11 aprile | Japan Open Tennis Championships 1988 Tokyo, Giappone Cemento Singolare - Doppio    | Tier V    | Patty Fendick 6-3, 7-5                        | Stephanie Rehe                         | Marianne Werdel Leila Meskhi                 | Monique Javer Brenda Schultz Anne Minter Larisa Neiland                |
| 11 aprile | Japan Open Tennis Championships 1988 Tokyo, Giappone Cemento Singolare - Doppio    | Tier V    | Gigi Fernández Robin White 6-1, 7-4           | Lea Antonoplis Barbara Gerken          | Marianne Werdel Leila Meskhi                 | Monique Javer Brenda Schultz Anne Minter Larisa Neiland                |
| 11 aprile | Bausch & Lomb Championships 1988 Amelia Island, USA Terra verde Singolare - Doppio | Tier II   | Martina Navrátilová 6-0, 6-2                  | Gabriela Sabatini                      | Steffi Graf Claudia Kohde Kilsch             | Katerina Maleeva Michelle Torres Zina Garrison Kathleen Horvath        |
| 11 aprile | Bausch & Lomb Championships 1988 Amelia Island, USA Terra verde Singolare - Doppio | Tier II   | Zina Garrison Eva Pfaff 4-6, 6-2, 7-6         | Katrina Adams Penny Barg               | Steffi Graf Claudia Kohde Kilsch             | Katerina Maleeva Michelle Torres Zina Garrison Kathleen Horvath        |
| 18 aprile | Singapore Open 1988 Singapore, Singapore Terra Singolare - Doppio                  | Tier V    | Monique Javer 7–6, 6–3                        | Leila Meskhi                           | Dianne Balestrat Natal'ja Egorova            | Carin Bakkum Michelle Jaggard-Lai Masako Yanagi Anne Minter            |
| 18 aprile | Singapore Open 1988 Singapore, Singapore Terra Singolare - Doppio                  | Tier V    | Natal'ja Bykova Natalija Medvedjeva 7–6, 6–3  | Leila Meskhi Svetlana Černeva          | Dianne Balestrat Natal'ja Egorova            | Carin Bakkum Michelle Jaggard-Lai Masako Yanagi Anne Minter            |
| 18 aprile | Taiwan Open 1988 Taiwan, Taiwan Cemento Singolare - Doppio                         | Tier V    | Stephanie Rehe 6-4, 6-4                       | Brenda Schultz                         | Catarina Lindqvist Patty Fendick             | Jonna Jonerup Belinda Cordwell Ann Henricksson Betsy Nagelsen          |
| 18 aprile | Taiwan Open 1988 Taiwan, Taiwan Cemento Singolare - Doppio                         | Tier V    | Patty Fendick Ann Henricksson 6-2, 2-6, 6-2   | Belinda Cordwell Julie Richardson      | Catarina Lindqvist Patty Fendick             | Jonna Jonerup Belinda Cordwell Ann Henricksson Betsy Nagelsen          |
| 18 aprile | Virginia Slims of Houston 1988 Houston, Texas, USA Terra rossa Singolare - Doppio  | Tier III  | Chris Evert 6-0, 6-4                          | Martina Navrátilová                    | Elly Hakami Zina Garrison                    | Arantxa Sánchez Vicario Patricia Tarabini Isabel Cueto Gretchen Magers |
| 18 aprile | Virginia Slims of Houston 1988 Houston, Texas, USA Terra rossa Singolare - Doppio  | Tier III  | Katrina Adams Zina Garrison 6-7, 6-2, 6-4     | Martina Navrátilová Lori McNeil        | Elly Hakami Zina Garrison                    | Arantxa Sánchez Vicario Patricia Tarabini Isabel Cueto Gretchen Magers |
| 25 aprile | Toray Pan Pacific Open 1988 Tokyo, Giappone Cemento (indoor) Singolare - Doppio    | Tier III  | Pam Shriver 7-5, 6-1                          | Helena Suková                          | Larisa Neiland Manuela Maleeva               | Peanut Louie-Harper Nataša Zvereva Etsuko Inoue Anne Minter            |
| 25 aprile | Toray Pan Pacific Open 1988 Tokyo, Giappone Cemento (indoor) Singolare - Doppio    | Tier III  | Pam Shriver Helena Suková 4-6, 6-2, 7-6       | Gigi Fernández Robin White             | Larisa Neiland Manuela Maleeva               | Peanut Louie-Harper Nataša Zvereva Etsuko Inoue Anne Minter            |
| 25 aprile | Taranto Open 1988 Taranto, Italia Terra rossa Singolare - Doppio                   | Tier V    | Helen Kelesi 6–1, 6–0                         | Laura Garrone                          | Veronika Martinek Linda Ferrando             | Radka Zrubáková Alexia Dechaume Jana Pospíšilová Laura Lapi            |
| 25 aprile | Taranto Open 1988 Taranto, Italia Terra rossa Singolare - Doppio                   | Tier V    | Andrea Betzner Claudia Porwik 6-1, 6-2        | Laura Garrone Helen Kelesi             | Veronika Martinek Linda Ferrando             | Radka Zrubáková Alexia Dechaume Jana Pospíšilová Laura Lapi            |
| 25 aprile | Barcelona Ladies Open 1988 Barcellona, Spagna Terra Singolare - Doppio             | Tier V    | Neige Dias 6–3, 6–3                           | Bettina Fulco                          | Mariana Pérez-Roldán Arantxa Sánchez Vicario | Sylvia Hanika Sandra Wasserman Pat Medrado Barbara Romano              |
| 25 aprile | Barcelona Ladies Open 1988 Barcellona, Spagna Terra Singolare - Doppio             | Tier V    | Iva Budařová Sandra Wasserman 1-6, 6-3, 6-2   | Anna-Karin Olsson Maria Jose Llorca    | Mariana Pérez-Roldán Arantxa Sánchez Vicario | Sylvia Hanika Sandra Wasserman Pat Medrado Barbara Romano              |

### Maggio
| Settimana             | Torneo                                                                               | Categoria   | Vincitrici                                        | Finaliste                          | Semifinaliste                           | Eliminate ai quarti                                               |
| --------------------- | ------------------------------------------------------------------------------------ | ----------- | ------------------------------------------------- | ---------------------------------- | --------------------------------------- | ----------------------------------------------------------------- |
| 2 maggio              | Internazionali d'Italia 1988 Roma, Italia Terra rossa Singolare - Doppio             | Tier IV     | Gabriela Sabatini 6-1, 6-7, 6-1                   | Helen Kelesi                       | Arantxa Sánchez Vicario Judith Wiesner  | Raffaella Reggi Bettina Fulco Sandra Cecchini Sylvia Hanika       |
| 2 maggio              | Internazionali d'Italia 1988 Roma, Italia Terra rossa Singolare - Doppio             | Tier IV     | Jana Novotná Catherine Suire 6-3, 4-6, 7-5        | Jenny Byrne Janine Tremelling      | Arantxa Sánchez Vicario Judith Wiesner  | Raffaella Reggi Bettina Fulco Sandra Cecchini Sylvia Hanika       |
| 9 maggio              | WTA German Open 1988 Berlino, Germania Terra rossa Singolare - Doppio                | Tier I      | Steffi Graf 6-3, 6-2                              | Helena Suková                      | Claudia Kohde Kilsch Sylvia Hanika      | Nicole Bradtke Sandra Cecchini Radka Zrubáková Mary Joe Fernández |
| 9 maggio              | WTA German Open 1988 Berlino, Germania Terra rossa Singolare - Doppio                | Tier I      | Isabelle Demongeot Nathalie Tauziat 6-2, 4-6, 6-4 | Claudia Kohde Kilsch Helena Suková | Claudia Kohde Kilsch Sylvia Hanika      | Nicole Bradtke Sandra Cecchini Radka Zrubáková Mary Joe Fernández |
| 16 maggio             | WTA Swiss Open 1988 Ginevra, Svizzera Terra rossa Singolare - Doppio                 | Tier V      | Barbara Paulus 6-4, 5-7, 6-1                      | Lori McNeil                        | Isabelle Demongeot Mariana Pérez-Roldán | Manuela Maleeva Iva Budařová Catarina Lindqvist Mercedes Paz      |
| 16 maggio             | WTA Swiss Open 1988 Ginevra, Svizzera Terra rossa Singolare - Doppio                 | Tier V      | Christiane Jolissaint Dinky Van Rensburg 6–1, 6–3 | Maria Lindström Claudia Porwik     | Isabelle Demongeot Mariana Pérez-Roldán | Manuela Maleeva Iva Budařová Catarina Lindqvist Mercedes Paz      |
| 16 maggio             | Internationaux de Strasbourg 1988 Strasburgo, Francia Terra rossa Singolare - Doppio | Tier V      | Sandra Cecchini 6-3, 6-0                          | Judith Wiesner                     | Nataša Zvereva Nicole Bradtke           | Kathleen Horvath Bettina Fulco Susan Sloane Anne Minter           |
| 16 maggio             | Internationaux de Strasbourg 1988 Strasburgo, Francia Terra rossa Singolare - Doppio | Tier V      | Manon Bollegraf Nicole Bradtke 7-5, 6-7, 6-3      | Jenny Byrne Janine Tremelling      | Nataša Zvereva Nicole Bradtke           | Kathleen Horvath Bettina Fulco Susan Sloane Anne Minter           |
| 23 maggio 2 settimane | Open di Francia 1988 Parigi, Francia Terra rossa Singolare - Doppio - Misto          | Grande Slam | Steffi Graf 6-0, 6-0                              | Nataša Zvereva                     | Gabriela Sabatini Nicole Bradtke        | Bettina Fulco Helen Kelesi Arantxa Sánchez Vicario Helena Suková  |
| 23 maggio 2 settimane | Open di Francia 1988 Parigi, Francia Terra rossa Singolare - Doppio - Misto          | Grande Slam | Martina Navrátilová Pam Shriver 6-2, 7-5          | Claudia Kohde Kilsch Helena Suková | Gabriela Sabatini Nicole Bradtke        | Bettina Fulco Helen Kelesi Arantxa Sánchez Vicario Helena Suková  |
| 23 maggio 2 settimane | Open di Francia 1988 Parigi, Francia Terra rossa Singolare - Doppio - Misto          | Grande Slam | Doppio misto: Lori McNeil Jorge Lozano 7-5, 6-2   | Brenda Schultz Michiel Schapers    | Gabriela Sabatini Nicole Bradtke        | Bettina Fulco Helen Kelesi Arantxa Sánchez Vicario Helena Suková  |

### Giugno
| Settimana             | Torneo                                                                                    | Categoria   | Vincitrici                                               | Finaliste                           | Semifinaliste                      | Eliminate ai quarti                                             |
| --------------------- | ----------------------------------------------------------------------------------------- | ----------- | -------------------------------------------------------- | ----------------------------------- | ---------------------------------- | --------------------------------------------------------------- |
| 6 giugno              | DFS Classic 1988 Birmingham, Gran Bretagna Erba Singolare - Doppio                        | Tier V      | Claudia Kohde Kilsch 6-2, 6-1                            | Pam Shriver                         | Zina Garrison Lori McNeil          | Rosalyn Fairbank Anne Minter Elizabeth Reinach Belinda Cordwell |
| 6 giugno              | DFS Classic 1988 Birmingham, Gran Bretagna Erba Singolare - Doppio                        | Tier V      | Larisa Neiland Nataša Zvereva 6-4, 6-1                   | Leila Meskhi Svetlana Černeva       | Zina Garrison Lori McNeil          | Rosalyn Fairbank Anne Minter Elizabeth Reinach Belinda Cordwell |
| 13 giugno             | International Women's Open 1988 Eastbourne, Gran Bretagna Erba Singolare - Doppio         | Tier III    | Martina Navrátilová 6-2, 6-2                             | Nataša Zvereva                      | Mary Joe Fernández Pascale Paradis | Larisa Neiland Gabriela Sabatini Anne Minter Catarina Lindqvist |
| 13 giugno             | International Women's Open 1988 Eastbourne, Gran Bretagna Erba Singolare - Doppio         | Tier III    | Eva Pfaff Elizabeth Smylie 6-4, 7-6                      | Belinda Cordwell Dinky Van Rensburg | Mary Joe Fernández Pascale Paradis | Larisa Neiland Gabriela Sabatini Anne Minter Catarina Lindqvist |
| 20 giugno 2 settimane | Torneo di Wimbledon 1988 Wimbledon, Londra, Gran Bretagna Erba Singolare - Doppio - Misto | Grande Slam | Steffi Graf 5-7, 6-2, 6-1                                | Martina Navrátilová                 | Pam Shriver Chris Evert            | Pascale Paradis Zina Garrison Helena Suková Rosalyn Fairbank    |
| 20 giugno 2 settimane | Torneo di Wimbledon 1988 Wimbledon, Londra, Gran Bretagna Erba Singolare - Doppio - Misto | Grande Slam | Steffi Graf Gabriela Sabatini 6-3, 1-6, 12-10            | Larisa Neiland Nataša Zvereva       | Pam Shriver Chris Evert            | Pascale Paradis Zina Garrison Helena Suková Rosalyn Fairbank    |
| 20 giugno 2 settimane | Torneo di Wimbledon 1988 Wimbledon, Londra, Gran Bretagna Erba Singolare - Doppio - Misto | Grande Slam | Doppio misto: Zina Garrison Sherwood Stewart 6–1, 7–6(3) | Gretchen Magers Kelly Jones         | Pam Shriver Chris Evert            | Pascale Paradis Zina Garrison Helena Suková Rosalyn Fairbank    |

### Luglio
| Settimana | Torneo                                                                                | Categoria | Vincitrici                                      | Finaliste                               | Semifinaliste                       | Eliminate ai quarti                                                |
| --------- | ------------------------------------------------------------------------------------- | --------- | ----------------------------------------------- | --------------------------------------- | ----------------------------------- | ------------------------------------------------------------------ |
| 4 luglio  | Swedish Open 1988 Båstad, Svezia Terra rossa Singolare - Doppio                       | Tier V    | Isabel Cueto 7-5, 6-1                           | Sandra Cecchini                         | Neige Dias Sandra Wasserman         | Mercedes Paz Laura Lapi Cecilia Dahlman Gretchen Magers            |
| 4 luglio  | Swedish Open 1988 Båstad, Svezia Terra rossa Singolare - Doppio                       | Tier V    | Sandra Cecchini Mercedes Paz 6-0, 6-2           | Linda Ferrando Silvia La Fratta         | Neige Dias Sandra Wasserman         | Mercedes Paz Laura Lapi Cecilia Dahlman Gretchen Magers            |
| 11 luglio | Belgian Open 1988 Bruxelles, Belgio Terra rossa Singolare - Doppio                    | Tier V    | Arantxa Sánchez Vicario 6-0, 7-5                | Raffaella Reggi                         | Isabel Cueto Angeliki Kanellopoulou | Zina Garrison Mercedes Paz Silvia La Fratta Neige Dias             |
| 11 luglio | Belgian Open 1988 Bruxelles, Belgio Terra rossa Singolare - Doppio                    | Tier V    | Mercedes Paz Tine Scheuer-Larsen 7-6, 6-1       | Katerina Maleeva Raffaella Reggi        | Isabel Cueto Angeliki Kanellopoulou | Zina Garrison Mercedes Paz Silvia La Fratta Neige Dias             |
| 11 luglio | WTA Nice Open 1988 Nizza, Francia Terra rossa Singolare - Doppio                      | Tier V    | Sandra Cecchini 7-5, 6-4                        | Nathalie Tauziat                        | Bettina Fulco Isabelle Demongeot    | Silke Frankl Patricia Tarabini Laura Garrone Barbara Paulus        |
| 11 luglio | WTA Nice Open 1988 Nizza, Francia Terra rossa Singolare - Doppio                      | Tier V    | Catherine Suire Catherine Tanvier 6-4, 4-6, 6-2 | Isabelle Demongeot Nathalie Tauziat     | Bettina Fulco Isabelle Demongeot    | Silke Frankl Patricia Tarabini Laura Garrone Barbara Paulus        |
| 11 luglio | Hall of Fame Tennis Championships 1988 Newport, USA Erba Singolare - Doppio           | Tier IV   | Lori McNeil 6-4, 4-6, 6-3                       | Barbara Potter                          | Pam Shriver Rosalyn Fairbank        | Wendy White Robin White Lea Antonoplis Ann Henricksson             |
| 11 luglio | Hall of Fame Tennis Championships 1988 Newport, USA Erba Singolare - Doppio           | Tier IV   | Rosalyn Fairbank Barbara Potter 6-4, 6-3        | Gigi Fernández Lori McNeil              | Pam Shriver Rosalyn Fairbank        | Wendy White Robin White Lea Antonoplis Ann Henricksson             |
| 18 luglio | WTA Aix-en-Provence Open 1988 Aix-en-Provence, Francia Terra rossa Singolare - Doppio | Tier V    | Judith Wiesner 6-1, 6-2                         | Sylvia Hanika                           | Bettina Fulco Sandra Cecchini       | Nathalie Guerree-Spitzer Iva Budařová Neige Dias Conchita Martínez |
| 18 luglio | WTA Aix-en-Provence Open 1988 Aix-en-Provence, Francia Terra rossa Singolare - Doppio | Tier V    | Nathalie Herreman Catherine Tanvier 6-4, 7-5    | Sandra Cecchini Arantxa Sánchez Vicario | Bettina Fulco Sandra Cecchini       | Nathalie Guerree-Spitzer Iva Budařová Neige Dias Conchita Martínez |
| 18 luglio | Schenectady Open 1988 Schenectady, New York, USA Cemento Singolare - Doppio           | Tier V    | Gretchen Magers 7-6, 6-4                        | Terry Phelps                            | Camille Benjamin Stacey Martin      | Elly Hakami Ronni Reis Carrie Cunningham Akemi Nishiya             |
| 18 luglio | Schenectady Open 1988 Schenectady, New York, USA Cemento Singolare - Doppio           | Tier V    | Ann Henricksson Julie Richardson 6-3, 3-6, 7-5  | Lea Antonoplis Cammy MacGregor          | Camille Benjamin Stacey Martin      | Elly Hakami Ronni Reis Carrie Cunningham Akemi Nishiya             |
| 25 luglio | Citizen Cup 1988 Amburgo, Germania Terra rossa Singolare - Doppio                     | Tier IV   | Steffi Graf 6-4, 6-2                            | Katerina Maleeva                        | Bettina Fulco Radka Zrubáková       | Raffaella Reggi Sandra Cecchini Silke Meier Isabel Cueto           |
| 25 luglio | Citizen Cup 1988 Amburgo, Germania Terra rossa Singolare - Doppio                     | Tier IV   | Jana Novotná Tine Scheuer-Larsen 6-4, 6-2       | Andrea Betzner Judith Wiesner           | Bettina Fulco Radka Zrubáková       | Raffaella Reggi Sandra Cecchini Silke Meier Isabel Cueto           |
| 25 luglio | Northern California Open 1988 Aptos, New York, USA Cemento Singolare - Doppio         | Tier V    | Sara Gomer 6-4, 7-5                             | Robin White                             | Patty Fendick Stephanie Rehe        | Anne Smith Jo Durie Ann Grossman Gretchen Magers                   |
| 25 luglio | Northern California Open 1988 Aptos, New York, USA Cemento Singolare - Doppio         | Tier V    | Lise Gregory Ronni Reis 6-3, 6-4                | Patty Fendick Jill Hetherington         | Patty Fendick Stephanie Rehe        | Anne Smith Jo Durie Ann Grossman Gretchen Magers                   |

### Agosto
| Settimana             | Torneo                                                                          | Categoria   | Vincitrici                                       | Finaliste                        | Semifinaliste                   | Eliminate ai quarti                                                 |
| --------------------- | ------------------------------------------------------------------------------- | ----------- | ------------------------------------------------ | -------------------------------- | ------------------------------- | ------------------------------------------------------------------- |
| 1º agosto             | Athens Trophy 1988 Atene, Grecia Cemento Singolare - Doppio                     | Tier V      | Isabel Cueto 6-0, 6-1                            | Laura Golarsa                    | Barbara Paulus Leona Laskova    | Angeliki Kanellopoulou Silke Frankl Sabine Hack Judith Wiesner      |
| 1º agosto             | Athens Trophy 1988 Atene, Grecia Cemento Singolare - Doppio                     | Tier V      | Sabrina Goleš Judith Wiesner 7-5, 6-0            | Silke Frankl Sabine Hack         | Barbara Paulus Leona Laskova    | Angeliki Kanellopoulou Silke Frankl Sabine Hack Judith Wiesner      |
| 1º agosto             | Cincinnati Open 1988 Cincinnati, USA Cemento Singolare - Doppio                 | Tier III    | Barbara Potter 6-2, 6-2                          | Helen Kelesi                     | Manuela Maleeva Halle Cioffi    | Kathy Rinaldi Susan Sloane Peanut Louie-Harper Beth Herr            |
| 1º agosto             | Cincinnati Open 1988 Cincinnati, USA Cemento Singolare - Doppio                 | Tier III    | Beth Herr Candy Reynolds 4-6, 7–6(9), 6-1        | Susan Bartlett Helen Kelesi      | Manuela Maleeva Halle Cioffi    | Kathy Rinaldi Susan Sloane Peanut Louie-Harper Beth Herr            |
| 1º agosto             | San Diego Open 1988 San Diego, Stati Uniti Cemento Singolare - Doppio           | Tier V      | Stephanie Rehe 6-1, 6-1                          | Ann Grossman                     | Rosalyn Fairbank Deborah Graham | Jennifer Santrock Jo Durie Lisa Bonder Gretchen Magers              |
| 1º agosto             | San Diego Open 1988 San Diego, Stati Uniti Cemento Singolare - Doppio           | Tier V      | Jana Novotná Catherine Suire 7–6(10), 6-4        | Patty Fendick Jill Hetherington  | Rosalyn Fairbank Deborah Graham | Jennifer Santrock Jo Durie Lisa Bonder Gretchen Magers              |
| 8 agosto              | Vitosha New Otani Open 1988 Sofia, Bulgaria Terra Singolare - Doppio            | Tier V      | Conchita Martínez 6-1, 6-2                       | Barbara Paulus                   | Katerina Maleeva Ann Devries    | Iva Budařová Sabrina Goleš Hana Fukarková Sandra Wasserman          |
| 8 agosto              | Vitosha New Otani Open 1988 Sofia, Bulgaria Terra Singolare - Doppio            | Tier V      | Conchita Martínez Barbara Paulus 1-6, 6-1, 6-4   | Sabrina Goleš Katerina Maleeva   | Katerina Maleeva Ann Devries    | Iva Budařová Sabrina Goleš Hana Fukarková Sandra Wasserman          |
| 8 agosto              | East West Bank Classic 1988 Los Angeles, Stati Uniti Cemento Singolare - Doppio | Tier II     | Chris Evert 2-6, 6-1, 6-1                        | Gabriela Sabatini                | Stephanie Rehe Zina Garrison    | Patty Fendick Lori McNeil Anne Minter Amy Frazier                   |
| 8 agosto              | East West Bank Classic 1988 Los Angeles, Stati Uniti Cemento Singolare - Doppio | Tier II     | Patty Fendick Jill Hetherington 7–6(2), 5-7, 6-4 | Gigi Fernández Robin White       | Stephanie Rehe Zina Garrison    | Patty Fendick Lori McNeil Anne Minter Amy Frazier                   |
| 15 agosto             | Canada Open 1988 Montréal, Canada Cemento Singolare - Doppio                    | Tier II     | Gabriela Sabatini 6-1, 6-2                       | Nataša Zvereva                   | Pam Shriver Chris Evert         | Martina Navrátilová Terry Phelps Lori McNeil Helena Suková          |
| 15 agosto             | Canada Open 1988 Montréal, Canada Cemento Singolare - Doppio                    | Tier II     | Jana Novotná Helena Suková 7–6(2), 7–6(6)        | Zina Garrison Lori McNeil        | Pam Shriver Chris Evert         | Martina Navrátilová Terry Phelps Lori McNeil Helena Suková          |
| 22 agosto             | WTA New Jersey 1988 Mahwah, Stati Uniti Cemento Singolare - Doppio              | Tier IV     | Steffi Graf 6-0, 6-1                             | Nathalie Tauziat                 | Katerina Maleeva Helena Suková  | Sylvia Hanika Stephanie Rehe Nataša Zvereva Catarina Lindqvist      |
| 22 agosto             | WTA New Jersey 1988 Mahwah, Stati Uniti Cemento Singolare - Doppio              | Tier IV     | Jana Novotná Helena Suková 6-3, 6-2              | Gigi Fernández Robin White       | Katerina Maleeva Helena Suková  | Sylvia Hanika Stephanie Rehe Nataša Zvereva Catarina Lindqvist      |
| 29 agosto 2 settimane | US Open 1988 Flushing Meadows, New York, USA Cemento Singolare - Doppio - Misto | Grande Slam | Steffi Graf 6-3, 3-6, 6-1                        | Gabriela Sabatini                | Chris Evert Zina Garrison       | Katerina Maleeva Manuela Maleeva Larisa Neiland Martina Navrátilová |
| 29 agosto 2 settimane | US Open 1988 Flushing Meadows, New York, USA Cemento Singolare - Doppio - Misto | Grande Slam | Gigi Fernández Robin White 6-4, 6-1              | Patty Fendick Jill Hetherington  | Chris Evert Zina Garrison       | Katerina Maleeva Manuela Maleeva Larisa Neiland Martina Navrátilová |
| 29 agosto 2 settimane | US Open 1988 Flushing Meadows, New York, USA Cemento Singolare - Doppio - Misto | Grande Slam | Doppio misto: Jana Novotná Jim Pugh 7-5, 6-3     | Elizabeth Smylie Patrick McEnroe | Chris Evert Zina Garrison       | Katerina Maleeva Manuela Maleeva Larisa Neiland Martina Navrátilová |

### Settembre
| Settimana    | Torneo                                                                     | Categoria       | Vincitrici                                  | Finaliste                      | Semifinaliste                                                    | Eliminate ai quarti                                              |
| ------------ | -------------------------------------------------------------------------- | --------------- | ------------------------------------------- | ------------------------------ | ---------------------------------------------------------------- | ---------------------------------------------------------------- |
| 12 settembre | Virginia Slims of Arizona 1988 Phoenix, USA Cemento Singolare - Doppio     | Tier V          | Manuela Maleeva 6-3, 4-6, 6-2               | Dinky Van Rensburg             | Elise Burgin Susan Sloane                                        | Terry Phelps Rosalyn Fairbank Wendy White Elly Hakami            |
| 12 settembre | Virginia Slims of Arizona 1988 Phoenix, USA Cemento Singolare - Doppio     | Tier V          | Elise Burgin Rosalyn Fairbank 6-7, 7-6, 7-6 | Beth Herr Terry Phelps         | Elise Burgin Susan Sloane                                        | Terry Phelps Rosalyn Fairbank Wendy White Elly Hakami            |
| 19 settembre | Clarins Open 1988 Parigi, Francia Terra rossa Singolare - Doppio           | Tier IV         | Petra Langrová 7-6, 6-2                     | Sandra Wasserman               | Laura Lapi Cathy Caverzasio                                      | Jana Pospíšilová Maria-Christine Damas Laura Garrone Sabine Hack |
| 19 settembre | Clarins Open 1988 Parigi, Francia Terra rossa Singolare - Doppio           | Tier IV         | Alexia Dechaume Emmanuelle Derly 6-0, 6-2   | Louise Field Nathalie Herreman | Laura Lapi Cathy Caverzasio                                      | Jana Pospíšilová Maria-Christine Damas Laura Garrone Sabine Hack |
| 19 settembre | Tennis ai Giochi della XXV Olimpiade Seul, Corea del Sud Olimpiadi Cemento | Giochi Olimpici |                                             |                                |                                                                  | Larisa Neiland Pam Shriver Nataša Zvereva Raffaella Reggi        |
| 19 settembre | Tennis ai Giochi della XXV Olimpiade Seul, Corea del Sud Olimpiadi Cemento | Giochi Olimpici | Steffi Graf 6–3, 6–3                        | Gabriela Sabatini              | Zina Garrison Manuela Maleeva                                    | Larisa Neiland Pam Shriver Nataša Zvereva Raffaella Reggi        |
| 19 settembre | Tennis ai Giochi della XXV Olimpiade Seul, Corea del Sud Olimpiadi Cemento | Giochi Olimpici | Zina Garrison Pam Shriver 4–6, 6–2, 10–8    | Jana Novotná Helena Suková     | Elizabeth Smylie Wendy Turnbull Steffi Graf Claudia Kohde Kilsch | Larisa Neiland Pam Shriver Nataša Zvereva Raffaella Reggi        |

### Ottobre
| Settimana  | Torneo                                                                                    | Categoria | Vincitrici                                    | Finaliste                           | Semifinaliste                          | Eliminate ai quarti                                                  |
| ---------- | ----------------------------------------------------------------------------------------- | --------- | --------------------------------------------- | ----------------------------------- | -------------------------------------- | -------------------------------------------------------------------- |
| 3 ottobre  | Virginia Slims of New Orleans 1988 New Orleans, USA Cemento Singolare - Doppio            | Tier III  | Chris Evert 6-4, 6-1                          | Anne Smith                          | Stephanie Rehe Monica Seles            | Susan Sloane Robin White Lori McNeil Barbara Potter                  |
| 3 ottobre  | Virginia Slims of New Orleans 1988 New Orleans, USA Cemento Singolare - Doppio            | Tier III  | Beth Herr Candy Reynolds 6-4, 6-4             | Lori McNeil Betsy Nagelsen          | Stephanie Rehe Monica Seles            | Susan Sloane Robin White Lori McNeil Barbara Potter                  |
| 10 ottobre | Puerto Rico Open 1988 San Juan, Porto Rico Cemento Singolare - Doppio                     | Tier IV   | Anne Minter 2-6, 6-4, 6-3                     | Mercedes Paz                        | Gigi Fernández Neige Dias              | Stephanie Rehe Gretchen Magers Michelle Jaggard-Lai Camille Benjamin |
| 10 ottobre | Puerto Rico Open 1988 San Juan, Porto Rico Cemento Singolare - Doppio                     | Tier IV   | Patty Fendick Jill Hetherington 6-1, 7–6(3)   | Gigi Fernández Robin White          | Gigi Fernández Neige Dias              | Stephanie Rehe Gretchen Magers Michelle Jaggard-Lai Camille Benjamin |
| 10 ottobre | Porsche Tennis Grand Prix 1988 Filderstadt, Germania Sintetico indoor Singolare - Doppio  | Tier III  | Martina Navrátilová 6-2, 6-3                  | Chris Evert                         | Eva Pfaff Raffaella Reggi              | Radka Zrubáková Elizabeth Reinach Nathalie Tauziat                   |
| 10 ottobre | Porsche Tennis Grand Prix 1988 Filderstadt, Germania Sintetico indoor Singolare - Doppio  | Tier III  | Iwona Kuczyńska Martina Navrátilová 6-1, 6-4  | Raffaella Reggi Elizabeth Reinach   | Eva Pfaff Raffaella Reggi              | Radka Zrubáková Elizabeth Reinach Nathalie Tauziat                   |
| 17 ottobre | Open di Zurigo 1988 Zurigo, Svizzera Cemento Singolare - Doppio                           | Tier III  | Pam Shriver 6-3, 6-4                          | Manuela Maleeva                     | Claudia Kohde Kilsch Conchita Martínez | Brenda Schultz Raffaella Reggi Katerina Maleeva Jana Pospíšilová     |
| 17 ottobre | Open di Zurigo 1988 Zurigo, Svizzera Cemento Singolare - Doppio                           | Tier III  | Isabelle Demongeot Nathalie Tauziat 6-3, 6-3  | Claudia Kohde Kilsch Helena Suková  | Claudia Kohde Kilsch Conchita Martínez | Brenda Schultz Raffaella Reggi Katerina Maleeva Jana Pospíšilová     |
| 17 ottobre | Virginia Slims of Nashville 1988 Brentwood, USA Cemento indoor Singolare - Doppio         | Tier IV   | Susan Sloane 6-3, 6-2                         | Beverly Bowes                       | Leila Meskhi Lori McNeil               | Barbara Potter Halle Cioffi Helen Kelesi Ann Grossman                |
| 17 ottobre | Virginia Slims of Nashville 1988 Brentwood, USA Cemento indoor Singolare - Doppio         | Tier IV   | Jenny Byrne Janine Thompson 7-5, 6(1)–7, 6-4  | Elise Burgin Rosalyn Fairbank       | Leila Meskhi Lori McNeil               | Barbara Potter Halle Cioffi Helen Kelesi Ann Grossman                |
| 24 ottobre | Virginia Slims of Indianapolis 1988 Indianapolis, USA Cemento indoor Singolare - Doppio   | Tier V    | Katerina Maleeva 6-3, 2-6, 6-2                | Zina Garrison                       | Louise Allen Stephanie Rehe            | Hu Na Stacey Martin Gretchen Magers Amy Frazier                      |
| 24 ottobre | Virginia Slims of Indianapolis 1988 Indianapolis, USA Cemento indoor Singolare - Doppio   | Tier V    | Larisa Neiland Nataša Zvereva 6-2, 6-1        | Katrina Adams Zina Garrison         | Louise Allen Stephanie Rehe            | Hu Na Stacey Martin Gretchen Magers Amy Frazier                      |
| 24 ottobre | Brighton International 1988 Brighton, Gran Bretagna Sintetico (indoor) Singolare - Doppio | Tier III  | Steffi Graf 6-2, 6-0                          | Manuela Maleeva                     | Lori McNeil Pam Shriver                | Nathalie Tauziat Claudia Kohde Kilsch Sandra Cecchini Sylvia Hanika  |
| 24 ottobre | Brighton International 1988 Brighton, Gran Bretagna Sintetico (indoor) Singolare - Doppio | Tier III  | Lori McNeil Betsy Nagelsen 7-6, 2-6, 7-6      | Isabelle Demongeot Nathalie Tauziat | Lori McNeil Pam Shriver                | Nathalie Tauziat Claudia Kohde Kilsch Sandra Cecchini Sylvia Hanika  |
| 31 ottobre | Virginia Slims of New England 1988 Worcester, USA Sintetico indoor Singolare - Doppio     | Tier II   | Martina Navrátilová 6(4)–7, 6-4, 6-3          | Nataša Zvereva                      | Gabriela Sabatini Chris Evert          | Helena Suková Helen Kelesi Stephanie Rehe Barbara Potter             |
| 31 ottobre | Virginia Slims of New England 1988 Worcester, USA Sintetico indoor Singolare - Doppio     | Tier II   | Martina Navrátilová Pam Shriver 6-3, 3-6, 7-5 | Gabriela Sabatini Helena Suková     | Gabriela Sabatini Chris Evert          | Helena Suková Helen Kelesi Stephanie Rehe Barbara Potter             |

### Novembre
| Settimana   | Torneo                                                                                 | Categoria        | Vincitrici                                       | Finaliste                     | Semifinaliste                                                  | Eliminate ai quarti |
| ----------- | -------------------------------------------------------------------------------------- | ---------------- | ------------------------------------------------ | ----------------------------- | -------------------------------------------------------------- | --- |
| 7 novembre  | Brasil Open 1988 Guarujá, Brasile Cemento Singolare - Doppio                           | Tier V           | Mercedes Paz 7-5, 6-2                            | Rene Simpson                  | Pilar Vásquez Andrea Vieira                                    | Bettina Fulco Donna Faber Gisele Miro Neige Dias                                                                          |
| 7 novembre  | Brasil Open 1988 Guarujá, Brasile Cemento Singolare - Doppio                           | Tier V           | Bettina Fulco Mercedes Paz 6-3, 6-4              | Carin Bakkum Simone Schilder  | Pilar Vásquez Andrea Vieira                                    | Bettina Fulco Donna Faber Gisele Miro Neige Dias                                                                          |
| 7 novembre  | Ameritech Cup 1988 Chicago, USA Sintetico indoor Singolare - Doppio                    | Tier II          | Martina Navrátilová 6-2, 6-2                     | Chris Evert                   | Helena Suková Manuela Maleeva                                  | Zina Garrison Gabriela Sabatini Ann Grossman Rosalyn Fairbank                                                             |
| 7 novembre  | Ameritech Cup 1988 Chicago, USA Sintetico indoor Singolare - Doppio                    | Tier II          | Lori McNeil Betsy Nagelsen 6-4, 3-6, 6-4         | Larisa Neiland Nataša Zvereva | Helena Suková Manuela Maleeva                                  | Zina Garrison Gabriela Sabatini Ann Grossman Rosalyn Fairbank                                                             |
| 14 novembre | Virginia Slims Championships 1988 New York, USA Sintetico indoor Singolare - Doppio    | Masters          | Gabriela Sabatini 7-5, 6-2, 6-2                  | Pam Shriver                   | Steffi Graf Helena Suková                                      | Manuela Maleeva Chris Evert Nataša Zvereva Martina Navrátilová                                                            |
| 14 novembre | Virginia Slims Championships 1988 New York, USA Sintetico indoor Singolare - Doppio    | Masters          | Martina Navrátilová Pam Shriver 6-3, 6-4         | Larisa Neiland Nataša Zvereva | Steffi Graf Helena Suková                                      | Manuela Maleeva Chris Evert Nataša Zvereva Martina Navrátilová                                                            |
| 25 novembre | World Doubles Championships 1988 Tokyo, Giappone 250 000 $ - Sintetico (i) - 8D Doppio | Torneo fine anno | Katrina Adams Zina Garrison 7-5, 7-5             | Gigi Fernández Robin White    | Patty Fendick / Jill Hetherington Eva Pfaff / Elizabeth Smylie | Anne Smith / Janine Tremelling Katerina Maleeva / Manuela Maleeva Beth Herr / Candy Reynolds Lori McNeil / Betsy Nagelsen |
| 28 novembre | South Australian Open 1988 Adelaide, Australia Cemento Singolare - Doppio              | Tier V           | Jana Novotná 7-5, 6-4                            | Jana Pospíšilová              | Maria Strandlund Radka Zrubáková                               | Dianne Balestrat Catarina Lindqvist Rachel McQuillan Tine Scheuer-Larsen                                                  |
| 28 novembre | South Australian Open 1988 Adelaide, Australia Cemento Singolare - Doppio              | Tier V           | Sylvia Hanika Claudia Kohde Kilsch 7-5, 6-7, 6-4 | Lori McNeil Jana Novotná      | Maria Strandlund Radka Zrubáková                               | Dianne Balestrat Catarina Lindqvist Rachel McQuillan Tine Scheuer-Larsen                                                  |

### Dicembre
Nessun evento

## Ranking a fine anno
Nelle due tabelle sono presenti le prime dieci tenniste di entrambe le specialità a fine stagione.

### Singolare
| #   | Giocatrice          | Punti    | Rank. 1987 | /       |
| 1.  | Steffi Graf         | 325.7833 | 1          | Stabile |
| 2.  | Martina Navrátilová | 211.8887 | 2          | Stabile |
| 3.  | Chris Evert         | 161.8657 | 3          | Stabile |
| 4.  | Gabriela Sabatini   | 145.2492 | 6          | 2       |
| 5.  | Pam Shriver         | 120.6795 | 4          | 1       |
| 6.  | Manuela Maleeva     | 82.6617  | 8          | 2       |
| 7.  | Natasha Zvereva     | 82.5276  | 19         | 12      |
| 8.  | Helena Suková       | 80.2134  | 7          | 1       |
| 9.  | Zina Garrison       | 68.3145  | 9          | Stabile |
| 10. | Barbara Potter      | 60.4733  | 12         | 2       |

### Doppio
| #   | Giocatrice           | Punti    | Rank. 1987 | /       |
| 1.  | Martina Navrátilová  | 477.7693 | 1          | Stabile |
| 2.  | Pam Shriver          | 387.3688 | 2          | Stabile |
| 3.  | Gabriela Sabatini    | 278.7871 | 5          | 2       |
| 4.  | Helena Suková        | 250.3829 | 6          | 2       |
| 5.  | Steffi Graf          | 217.3968 | 13         | 8       |
| 6.  | Gigi Fernández       | 214.0572 | 20         | 14      |
| 7.  | Zina Garrison        | 211.8664 | 7          | Stabile |
| 8.  | Claudia Kohde Kilsch | 202.8296 | 3          | 5       |
| 9.  | Larisa Savchenko     | 196.0084 | 11         | 2       |
| 10. | Lori McNeil          | 190.2514 | 4          | 6       |